# Комий
Комий (на латински: Commius) е от 57 пр.н.е. крал на галското племе атребати.

## Произход и управление
Комий произлиза от племето атребати, населяващо Галия Белгика.
След като Гай Юлий Цезар през 57 пр.н.е. подчинява след големи борби нервиите, с които са съюзени и атребатите, той издига Комий за крал на своя народ. Отначало той помага на Цезар в неговата Галска война. През 55 пр.н.е. Цезар го прави свой легат и го изпраща в Британия, понеже имал голямо влияние в Южна Британия. Комий трябва да накара племената там да признаят Рим и се подчинят. Веднага след пристигането му обаче е окован и пленен. Когато Цезар пристига в Британия, бритоните го пускат на свобода и молят за премирие. При втория поход на Цезар в Британия (54 пр.н.е.) Комий участва в сключването на мир с Касивелаун.
Комий остава крал на племето си. Като награда получава и владетелството над морините, атребатите са освободени от данъци. През 53 пр.н.е. Комий бди с един конен полк над менапиите.
През 52 пр.н.е. Комий става голям противник на римските нашественици и участва в голямото галско въстание, водено от Верцингеторикс. През 51 пр.н.е. той се бие в Галия против Цезар и след загуба на битка бяга в Германия.
Около 50 пр.н.е. той се изселва с част от племето си от Галия в Югоизточна Британия и основава там ново царство, което управлява до 20 пр.н.е.

## Деца
Той има трима сина, които също са крале:
- Тинкомар (Tincomarus)
- Eпил (Eppillus)
- Верика (Verica)